# Кленар, Николя
Николя Кленар или Клейнарт (фр. Nicolas Clénart или нидерл. Kleinarts; 1495—1542) — голландский филолог. Был профессором греческого языка и иврита на родине и в Испании. Из его сочинений сохранились: «Tabula in grammaticam hebraeam» (П., 1564), «Institutiones linguae graecae», «Epistolarum libri duo» и др.